# Духонин, Николай Николаевич
Никола́й Никола́евич Духо́нин (1 (13) декабря 1876, Смоленская губерния — 20 ноября (3 декабря) 1917, Могилёв) — русский военачальник, генерал-лейтенант, исполнял обязанности Верховного главнокомандующего Русской армией в ноябре—декабре 1917 года.

## Биография
Из дворян Смоленской губернии. Отец — Николай Лаврентьевич Духонин (1835—1908), генерал-майор артиллерии. Мать - Варвара Егоровна. Дядя — Михаил Духонин. Дед — Лаврентий Григорьевич Духонин (1795—1865), генерал-майор от артиллерии.
У Н.Н.Духонина было три младших брата: Сергей (1882—1946, Сербия), Михаил (1883) и Дмитрий (1889—1910, покончил жизнь самоубийством).
Окончил Владимирский Киевский кадетский корпус (1894) и 3-е военное Александровское училище (1896), откуда был выпущен подпоручиком в лейб-гвардии Литовский полк.
В 1902 году окончил Николаевскую академию Генерального штаба по 1-му разряду и был произведён в штабс-капитаны гвардии с переименованием в капитаны Генерального штаба.
С 1 февраля 1902 по 1 мая 1904 отбывал цензовое командование ротой в 168-м пехотном Миргородском полку.
С 6 ноября 1904 — старший адъютант штаба 42-й пехотной дивизии.
Со 2 января 1906 — помощник старшего адъютанта штаба Киевского военного округа.
С 8 января 1907 — штаб-офицер для поручений при штабе Киевского ВО.
Подполковник (22.04.1907).
Со 2 сентября 1908 по 24 сентября 1912 состоял в прикомандировании к Киевскому военному училищу для преподавания военных наук.
В 1910 отбывал цензовое командование батальоном в лейб-гвардии Литовском полку.
Полковник (06.12.1911).
С 24 сентября 1912 — старший адъютант штаба Киевского военного округа.

### В Первой мировой войне
С 19 июля 1914 — старший адъютант отдела генерал-квартирмейстера штаба 3-й армии, курировал вопросы разведки. Был награждён Георгиевским оружием
За то, что с 11 по 16 сентября 1914 года рядом рекогносцировок укреплений Перемышля и, в особенности, Седлисской группы, сопряжённых с явной опасностью для жизни, установил точно состав гарнизона крепости и другие данные, способствовавшие впоследствии взятию штурмом двух фортов из Седлисской группы.
С 20 апреля 1915 командовал 165-м Луцким пехотным полком. За бои у Бялы (19-22 апреля 1915) и у Мокры (25—27 апреля 1915) награждён орденом Святого Георгия 3-й степени.
Генерал-майор (6 декабря 1915).

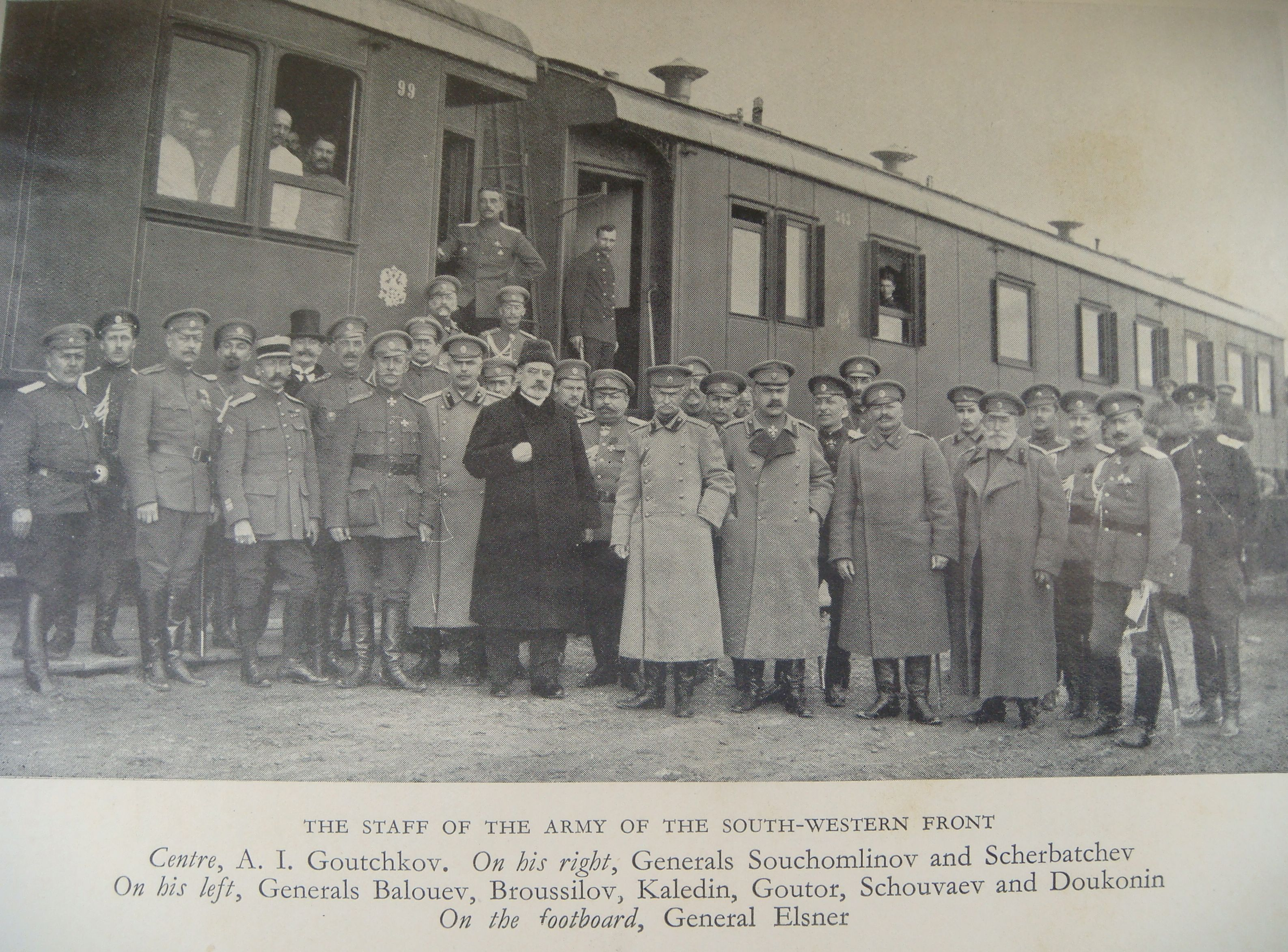
Чины Штаба Юго-Западного фронта вместе с военным министром А. И. Гучковым. Духонин крайний справа в первом ряду.

С 22 декабря 1915 года был помощником генерал-квартирмейстера штаба Юго-Западного фронта генерала Дитерихса. 25 мая 1916 года, после назначения генерала Дитерихса начальником 2-й Особой пехотной бригады, был назначен генерал-квартирмейстером штаба Юго-Западного фронта. В июне-августе 1917 года — начальник штаба Юго-Западного, в августе-сентябре 1917 — Западного фронтов.
Генерал-лейтенант (4 августа 1917).

### Начальник штаба Верховного главнокомандующего
С 10 сентября 1917 года — начальник штаба Верховного главнокомандующего А. Ф. Керенского.
После прихода к власти большевиков Ставка Верховного главнокомандующего в Могилёве могла стать потенциальным крупным центром сопротивления. Генерал Н. Н. Духонин, как и большинство генералов Ставки, был настроен резко антибольшевистски. Сразу же после Октябрьской революции Духонин образовал в Ставке спецгруппу во главе с генерал-квартирмейстером М. К. Дитерихсом для координации действий на внутренних фронтах. 25 октября 1917 года в обращении к армии писал: «…под влиянием агитации большевиков большая часть Петроградского гарнизона… примкнула к большевикам… Священный долг перед Родиной… требует от армии сохранения полного спокойствия, самообладания и прочного положения на позициях, тем самым оказывая содействие правительству и Совету Республики…» В телеграмме, направленной в Петроград, Духонин требовал «отказа от вооружённого захвата власти» и «безусловного подчинения» Временному правительству, угрожая, что «действующая армия силой поддержит это требование».
26 октября 1917 года он совместно с комиссаром Временного правительства при Ставке Станкевичем выступил с призывом не подчиняться большевистскому правительству. Он телеграфировал командующим фронтами: «Ставка, комиссарверх и общеармейский комитет разделяют точку зрения правительства». В ночь с 26 на 27 октября, получив информацию с Северного фронта об отправке в распоряжение Керенского «сильного пехотного отряда», в разговоре по прямому проводу предложил «послать один-два, но вполне надёжных броневика», добавив: «тактика уличных боев [в] значительной степени зависит от них, особенно при теперешнем настроении масс…».
Утром 27 октября направил московским властям телеграмму, требуя от них немедленно прекратить «насильственные большевистские действия», добиться отказа восставших от вооружённого захвата власти и их подчинения Временному правительству, через несколько часов телеграфировал в Москву: «Совместно [с] армейскими комитетами принимаю меры помощи Москве и освобождения её от мятежников».
Утром 29 октября телеграфировал в Новочеркасск генералу А. М. Каледину: «Не найдёте ли возможным направить на Москву для содействия правительственным войскам в подавлении большевистского восстания отряд казаков с Дона, который по усмирении восстания в Москве мог бы пойти на Петроград для поддержки войск генерала Краснова».
30 октября вторично обратился к Каледину с просьбой ускорить посылку казаков. После провала похода на Петроград войск А. Ф. Керенского — П. Н. Краснова в ночь на 1 ноября Керенский подписал распоряжение о передаче Духонину должности Главковерха.

### Верховный главнокомандующий
Духонин сообщил войскам о вступлении во временное исполнение должности Главковерха и призвал войска стоять на позициях, «…дабы не дать противнику воспользоваться смутой, разыгравшейся внутри страны и ещё более углубиться в пределы родной земли».
Ставка стала центром притяжения всех сил, выступавших против большевиков. 4—11 (17—24) ноября собравшиеся здесь лидеры небольшевистских социалистических групп пытались договориться о создании при Ставке Общероссийского «однородно-социалистического правительства от большевиков до народных социалистов» во главе с эсером В. М. Черновым Прибыл, по словам очевидца, «целый вагон: Чернов, А. Р. Гоц, Ф. И. Дан и др. Беспрерывные заседания: эсеры, Викжель, молодые офицеры-комиссары». 6 ноября направленные в ставку представители Украинской центральной рады Д. И. Дорошенко и А. И. Лотоцкий согласовали с Н. Н. Духониным при посредстве антибольшевистского Общеармейского комитета вопрос переформирования фронтовых частей с целью образования украинской армии по этническому и территориальному признаку.
В разговоре по прямому проводу с наркомом — членом Комиссариата по военным и морским делам Н. В. Крыленко 6 ноября Духонин говорил: «Ставка не может быть призываема к принятию участия в решении вопроса о законности верховной власти и, как высший оперативный и технический орган, считает необходимым признание за ней этих функций… Отношение верховного командования к гражданской войне выражено в приказе наштаверха от 1 ноября, которым остановлено движение войск на Петроград». Получив утром 8 ноября телеграмму Совнаркома, поручавшего Духонину немедленно начать переговоры о перемирии с командованием противника, пытался оттянуть ответ.

### Отстранение от должности
9 ноября 1917 года В. И. Ленин, И. В. Сталин и Н. В. Крыленко вызвали Духонина по телефону, потребовав немедленно вступить в мирные переговоры с австро-германским командованием. Духонин отказался, заявив, что такие переговоры может вести только центральное правительство, но не командующий армией. После этого ему объявили, что его снимают с поста главнокомандующего, но он должен продолжать выполнять свои обязанности до прибытия нового главнокомандующего прапорщика Крыленко. Сам Духонин был объявлен «врагом народа».
Уже отстранённый от командования, Духонин, продолжая ощущать ответственность за организацию отпора в случае возможного прорыва противником ослабленного революционными событиями фронта, передавал штабам фронтов последние директивы, направленные на предупреждение военной катастрофы на линии обороны вследствие стихийной демобилизации и на недопущение гражданской войны. 14 ноября — штабу Северного фронта: «В том крайнем случае, если связь со Ставкой будет окончательно потеряна… обстановка на фронтах сложится так, что армии, потеряв свою устойчивость, откроют фронт, то пределом их движения в тыл должны служить Наровская позиция, озеро Чудское, Псков-Островские позиции и укреплённая позиция, прикрывающая направление на Бологое — Москва. Обеспечение этого фронта должно заключаться в прочном удержании важнейших путей и нашего господства над путями, идущими с запада на восток». В дополнение к этому — 15 ноября: «Если деморализация войсковых масс… приведет к самочинному срыву занимаемых позиций… и к началу гражданской войны, то при недостатке войск, верных долгу для выполнения задачи, указанной Вам 14 ноября… Вам надлежит с верными национальной чести российскими войсками прикрывать направление Псков — Бологое, обозначивая подступы к Москве с севера и северо-запада, имея в виду, что Россия будет продолжать борьбу до решения Учредительного собрания или правительственной власти, опирающейся на большинство страны. Левее Вас в этой крайней обстановке, прикрывая пути с запада на Москву в районе Невель — Витебск — Орша, образуется группа 17-го и 22-го корпусов и 2-й кубанской дивизии… В задачу их… входит присоединить к себе части Западного фронта, если бы этот фронт поддался также полной деморализации. Силой оружия людей, покидающих самовольно фронт, когда он сдвинется с места и хлынет вглубь страны, не пропускайте вглубь России… или предварительно обезоруживайте их. В этой крайней обстановке мы должны спасти Москву и пол-России от гражданской войны».
16 ноября Духонин сообщал командующим Юго-Западным и Румынским фронтами: «Получаемые сведения как от разведки фронтов, так и от агентурной разведки заставляют предполагать возможность перехода противника к активным действиям в ближайшее время на Румынском фронте и, возможно, на Юго-Западном фронте… преследуя цель овладения Бессарабией, Одессой и каменноугольными Донецкими районами. Необходимо принять все меры… дабы своевременно обнаружить намерения противника».
17 ноября, когда Духонину стало известно о движении к Могилеву эшелонов с революционными балтийскими матросами, он обратился к правительству УНР за разрешением перевести Ставку в Киев. Генеральный секретариат, однако, затянул рассмотрение этого вопроса, а впоследствии начал выдвигать встречные условия, на удовлетворение которых у Духонина не было ни времени, ни возможности. 18 ноября Духонин с тревогой сообщал командующему Румынским фронтом генералу Д. Г. Щербачёву, что «Рада до сих пор не дала ответа», а находившиеся в Могилёве армейские подразделения задерживают отправку имущества Ставки. Одновременно представитель итальянской военной миссии при Ставке сообщил, будто союзники решили признать сепаратный выход России из войны. Духонин отменил свой выезд из Могилева вместе с союзническими миссиями, но эта информация не подтвердилась.
19 ноября в Могилёв прибыл генерал-майор С. И. Одинцов, командированный Генеральным штабом с ведома Совнаркома «для ориентации Ставки в обстановке в Петрограде для соглашения Ставки с Петроградом». После встречи генерала Одинцова с выступавшим от Ставки поручиком В. Шнеуром генерал передал назначенному Совнаркомом главнокомандующим Николаю Крыленко, что «Ставка сдаётся» и он «может свободно приехать для вступления в должность». В тот же день Духонин распорядился освободить из тюрьмы в Быхове генералов Корнилова, Деникина и других лиц, арестованных после корниловского мятежа (см. также Быховское сидение), а также отказался от помощи приехавших к нему командиров ударных батальонов и выслал их из Могилёва.

### Убийство
20 ноября 1917 года в Могилёв прибыл Н. В. Крыленко, который отдал приказ о своём вступлении в должность Главковерха и передал Духонину, что он будет отправлен в Петроград в распоряжение СНК.
Духонин был арестован и на автомобиле привезён на железнодорожный вокзал, где его отвели в вагон Крыленко. Однако по городу распространились слухи, что генерал Корнилов со своим полком идёт на Могилёв. У поезда собралась толпа революционных солдат и матросов, требующая выдать Духонина. Крыленко прибыл к вагону и попытался остановить толпу, но уговоры не подействовали. В вагон ворвались матросы, вывели Духонина на площадку, кто-то выстрелил ему в голову, а затем его добили штыками и прикладами. По воспоминаниям одного из солдат охраны Н. В. Крыленко М. З. Кузнецова (рукописный текст которых хранится в Государственном архиве Архангельской области, опубликован в 2013 году), самосуд устроила группа солдат местного гарнизона, которая ворвалась в вагон Крыленко, где находился Духонин, и начала избивать последнего прямо там. Часовые из охраны Крыленко им не препятствовали, хотя сами в убийстве не приняли участия. На попытку Крыленко остановить самосуд нападавшие ему самому пригрозили смертью. Окровавленного Духонина вытащили из вагона на перрон, где он и был растерзан (об участии неких «матросов» Кузнецов не упоминает).
Генерал Деникин в «Очерках русской смуты» пишет по поводу убийства Духонина следующее:

…толпа матросов — диких, озлобленных на глазах у «главковерха» Крыленко растерзала генерала Духонина и над трупом его жестоко надругалась.

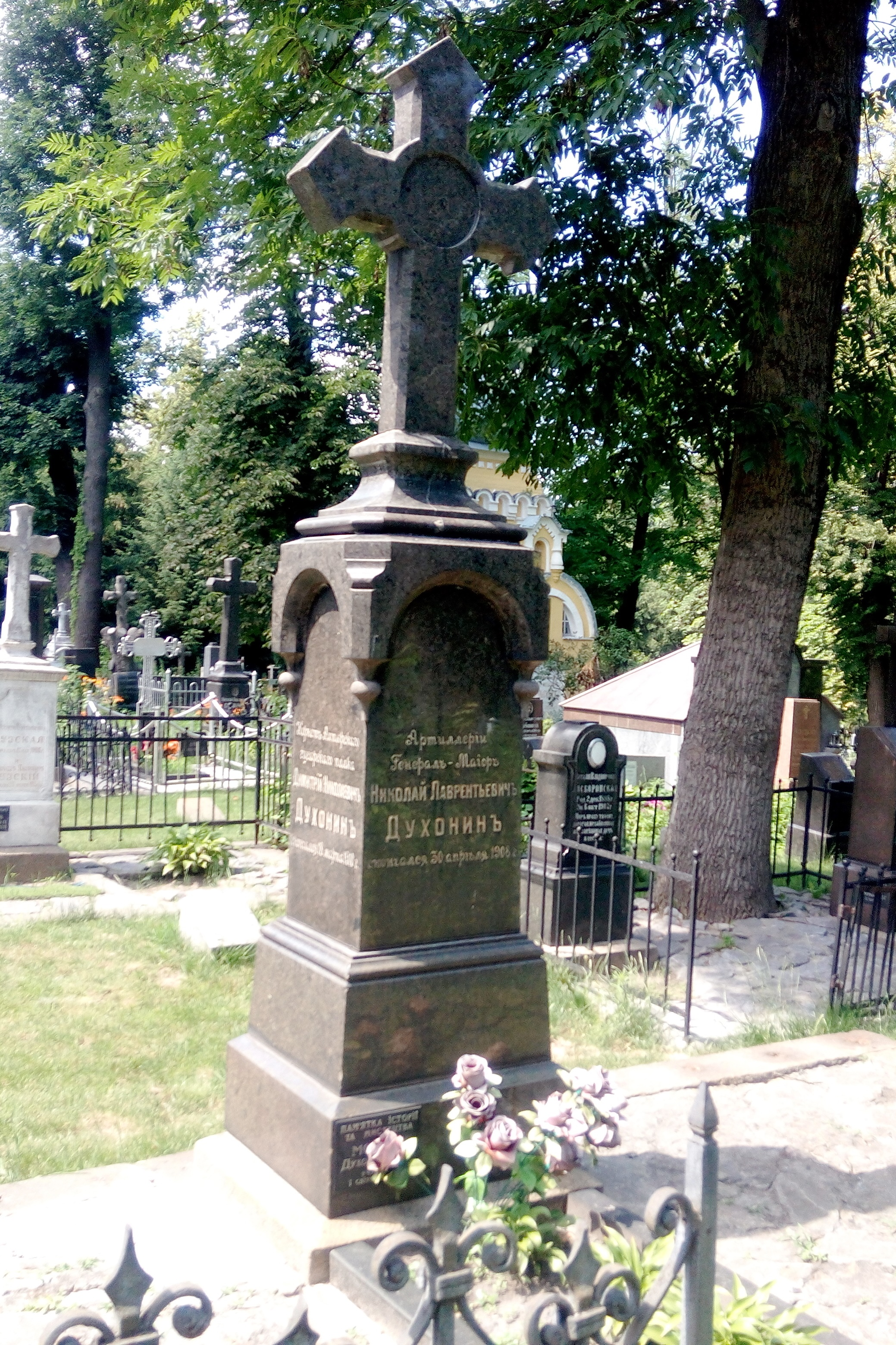
Могила генерала Духонина, его отца и брата на Лукьяновском кладбище в Киеве

24 ноября Крыленко сообщил Троцкому: «В связи с убийством Духонина необходимо юридическое оформление дела, акт дознания по моему предложению совершен. Тело отправлено в Киев. Если передать дело судебному следователю, обязательно вскрытие в Киеве, даже вплоть до выкапывания. Предлагаю прекратить дело постановлением государственной власти… Акты дознания достаточно реабилитируют от всяческих кривотолков… но возбуждение дела с обязательными допросами матросов едва ли целесообразно».
Троцкий ответил: «Было бы бессмысленно и преступно передавать дело в руки судебных чиновников старого закала. Если необходимо, можете передать дело революционному суду, который должен быть создан демократическими солдатскими организациями при Ставке и руководствоваться не старой буквой, а руководствоваться революционным правосознанием народа».
В итоге никаких разбирательств и судов над участниками убийства не было.
Тело генерала Духонина было захоронено в Киеве на Лукьяновском кладбище (участок № 11, ряд 6, место 26 (1)). Перезахоронен 25 ноября 1917 года на Аскольдовой могиле (могила не сохранилась).

## Семья
С 1908 года был женат на Наталии Владимировне Вернер (21 июля 1889, Киев — 27 марта 1968, Касабланка). 
Н.В.Духонина работала сестрой милосердия в Екатеринодаре, а также в эмиграции, в КСХС.  С 1920 по 1941 годы возглавляла эвакуированный из России  Мариинский донской институт. Многие воспитанницы института были круглыми сиротами, и Наталья Владимировна Духонина, по сути, заменила им мать.
В Мариинском донском институте также учились дочери брата Николая Николаевича Духонина — Сергея и его жены Евгении Павловны Духониной (урожд.Кудиновой; 1888—1935) — Евгения (1915—1979, Марокко) и Наталия (1914—2000; в замуж. — Кадьян).
Во втором браке (гражданском) Наталья Владимировна Духонина была замужем за Алексеем Сергеевичем Бехтеевым  (1883—1967, Касабланка), братом поэта С.С.Бехтеева. 

## Награды
- Орден Святого Станислава 3-й степени (1906)
- Орден Святой Анны 3-й степени (1906)
- Орден Святого Станислава 2-й степени (06.12.1909)
- Орден Святой Анны 2-й степени (06.12.1912)
- Орден Святого Владимира 4-й степени (22.07.1914)
- Орден Святого Владимира 3-й степени с мечами (ВП 01.1915)
- мечи и бант к ордену Св. Владимира 4-й степени (ВП 08.01.1915)
- мечи к ордену Св. Станислава 2-й степени (ВП 13.01.1915)
- Георгиевское оружие (ВП 11.04.1915)
- Орден Святого Георгия 4-й степени (ВП 05.02.1916)
- Орден Святого Георгия 3-й степени (ПАФ 15.06.1917)

## Киновоплощения
- Николай Мартон «20 декабря» (1981)
- Дмитрий Певцов «Гибель империи» (2005)

## Ассоциации
Выражение «отправить в штаб к Духонину», появившееся во время Гражданской войны в России, означало «убить», «расстрелять».